# Micología

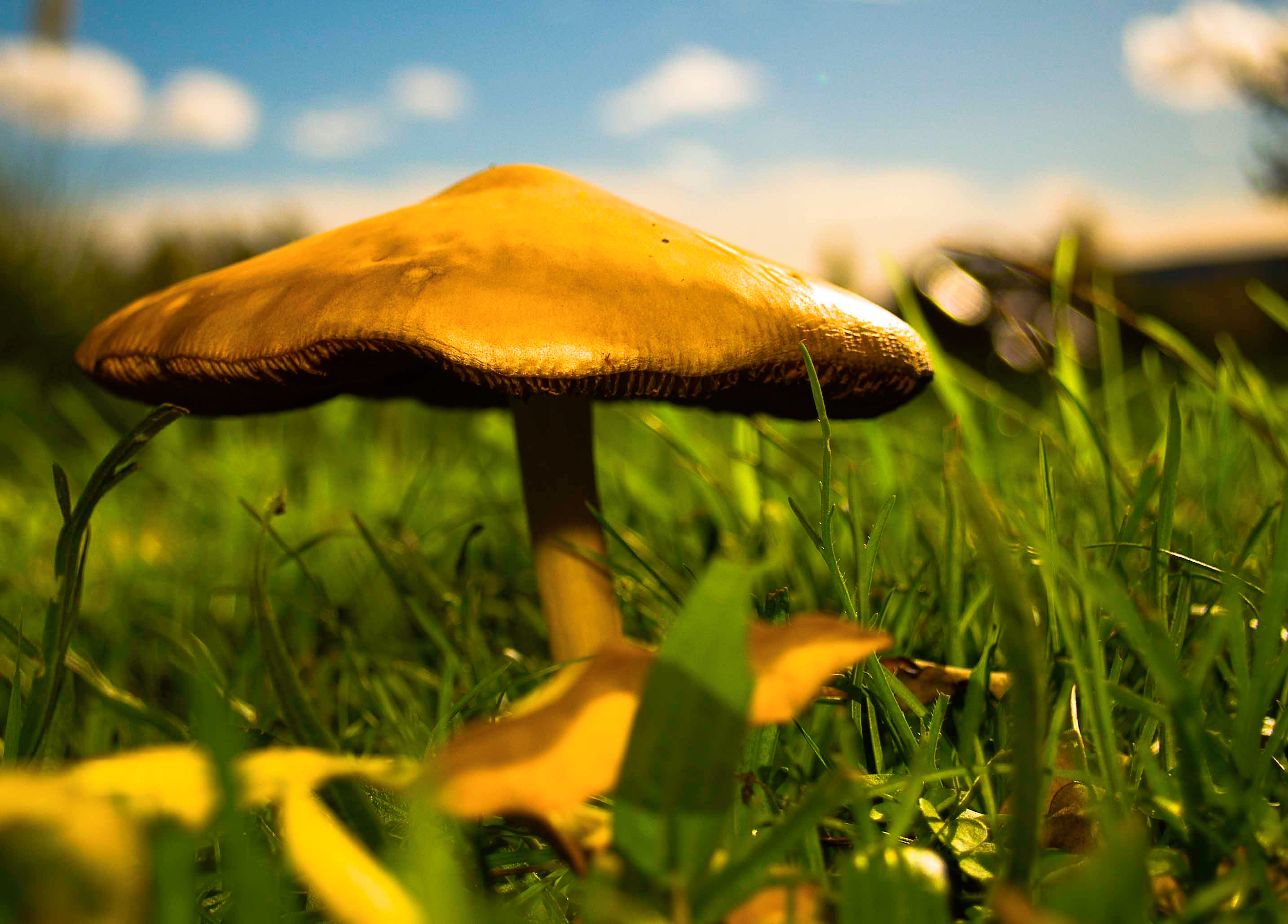
Seta de la clase agaricomycetes en huerto palentino.

La micología o micetología  es la rama de la biología que se dedica al estudio de los hongos. Junto con la botánica, la zoología y la microbiología es una de las áreas de la biología más extensas y diversificadas que aporta avances significativos a la investigación científica y al desarrollo tecnológico.

## Historia

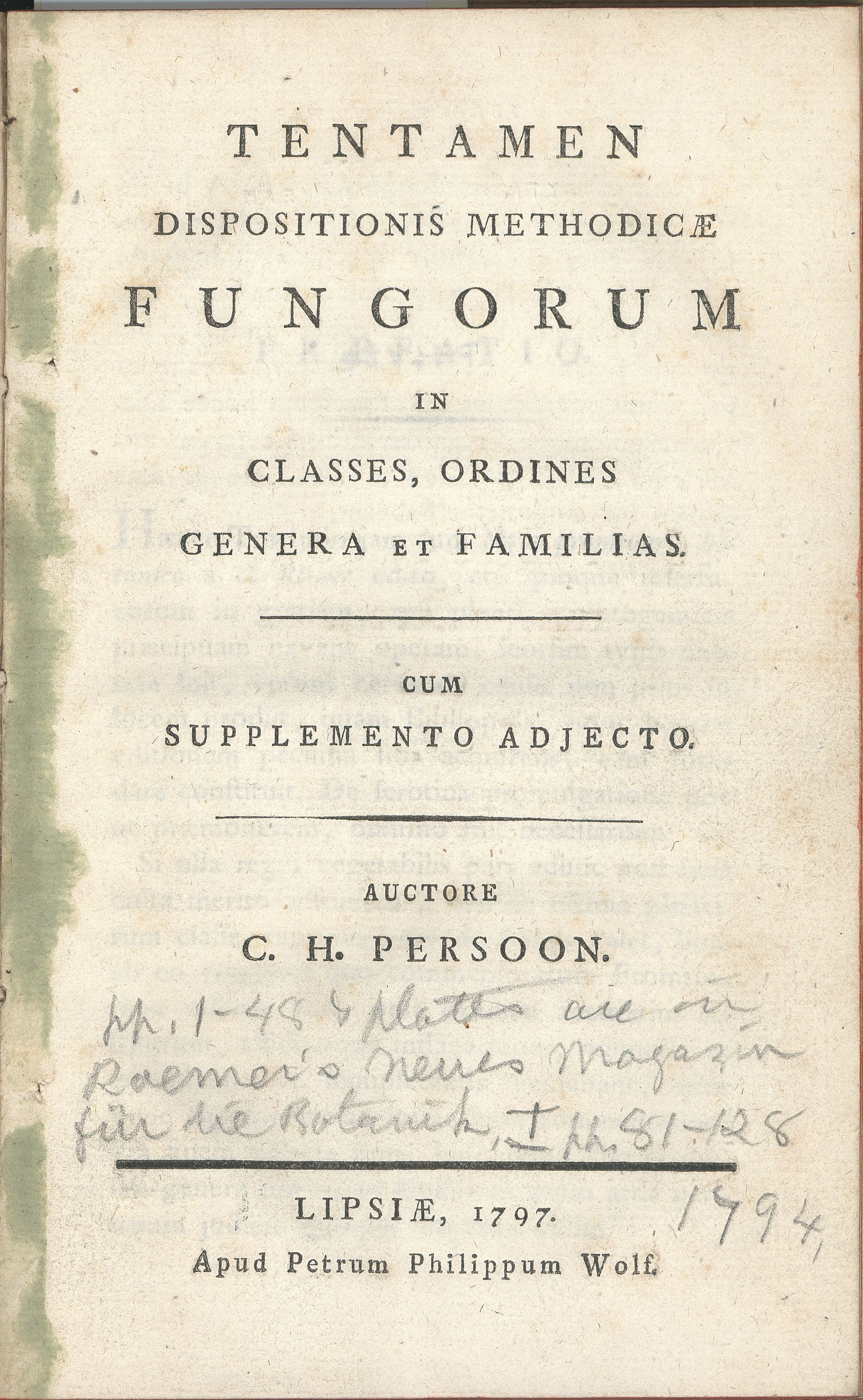
Tentamen dispositionis methodicae fungorum (1797), una de las primeras obras de referencia sobre los hongos.

En el Sáhara se han descubierto pinturas rupestres que representan setas que datan del 7000 a. C.; 4000 a. C., los pueblos de la Valle del Indo rendían culto a una deidad llamada Soma, representada bajo la forma de una Mosca agárica, seta reputada por su uso en ritos chamánicos. Al mismo tiempo, Ötzi, el hombre momificado conservado en el hielo de los Alpes austriacos, llevaba en su equipaje Amadouvier, cuyo amadou se utilizaba probablemente para hacer fuego, y Poliespora de abedul, probablemente un vermífugo utilizado para tratar su triquinosis.
En la antigüedad, los hongos se utilizaban principalmente para la alimentación, artesanal o medicinal{,}}, pero los autores antiguos sólo recogían conocimientos dispersos y rudimentarios, sin dejar ningún documento verdaderamente científico sobre los hongos
En civilizaciones antiguas como la griega, romana e hindú, los hongos se consideraban alimentos sagrados. Y a partir de datos en la obra de fray Bernardino de Sahagún y de fragmentos del Popol Vuh y del Chilam Balam, también se cree que en las culturas mesoamericanos prehispánicas, los hongos adquirieron un rango elevado y llegaron a considerarse comida de dioses y reyes. Quizás en Mesoamérica esa relación tenga que ver más con los hongos alucinógenos que con los alimenticios. Esa costumbre de ingerir hongos con un fin místico o enteogénico, continúa en algunas culturas hasta nuestros días.
Las setas aparecen por escrito por primera vez en las obras de Eurípides (480-406 a. C.). El filósofo griego Teofrasto de Ereso (371-288 a. C.) fue quizás el primero en tratar de clasificar sistemáticamente las plantas; las setas fueron consideradas como plantas a las que faltaban ciertos órganos. 
Los antiguos no dejaron ningún documento científico sobre los hongos y solamente dos autores merecen ser mencionados: Plinio el Viejo (23-79 d. C.) por su Naturalis historia, donde escribió sobre las trufas, y Dioscórides (ca. 40 - ca. 90) por los usos terapéuticos de algunas setas en De re medica. Estos textos, que mencionan solo unas veinte especies, tienen, sin embargo, solo un interés arqueológico, excepto por haber legado a la ciencia palabras como amanita, boletus, manitaria, myco o tuber. 
La Edad Media vio poco avance en el cuerpo de conocimiento sobre los hongos. Más bien, la invención de la imprenta permitió a algunos autores disipar las supersticiones y los conceptos erróneos acerca de ellas que los autores clásicos habían perpetuado.

Los hongos y las trufas no son ni hierbas, ni raíces, ni flores, ni semillas, sino simplemente la superflua mezcla de tierra, de árboles o madera podrida, y de otras cosas podridas. Esto se debe al hecho de que todos los hongos y trufas, especialmente aquellos que se usan para comer, crecen más comúnmente en un clima tormentoso y húmedo.
Fungi and truffles are neither herbs, nor roots, nor flowers, nor seeds, but merely the superfluous moisture or earth, of trees, or rotten wood, and of other rotting things. This is plain from the fact that all fungi and truffles, especially those that are used for eating, grow most commonly in thundery and wet weather.
Jerome Bock (Hieronymus Tragus) (1552)

Pero en el siglo XVI comienza probablemente el verdadero estudio de los hongos con:
- la clasificación publicada en (1526) por el humanista italiano Hermolaus (1454-1493);
- los trabajos de botánicos que, como Matthiole (1569), se aplicaron a comentar a Dioscórides;
- Junius[13] que, en 1564, describió la Phallus impudicus  recolectada en Países Bajos;
- Reiner Solenander) (1524-1601) que describió  Fistulina hepatica  (lengua de buey) en Alemania;
- el erudito italiano Fabi Columna[14] (1599) que ilustró e ilustró la jaula roja Clathrus cancellatus;
- el italiano Porta[15] fue el primero en atreverse a afirmar, en 1592, que los hongos se reproducen por semillas.
- el sabio flamenco Charles Leclerc (1526-1609) hizo pintar 86 acuarelas que representan 42 especies de hongos comestibles repartidos en 22 géneros, 58 especies de hongos venenosos de 25 géneros y 5 especímenes nuevos. En total, 105 especies de ellas 6 amanitas, 9 russulas, 7 lactarias, 12 tricholomas y 14 boletos.

Tal será la base de la micología. Hasta el siglo XVIII, los únicos hongos conocidos eran los macromicetos, que desarrollan cuerpos frutíferos visibles, pero gracias al uso del microscopio se tuvo conocimiento de la existencia de hongos microscópicos. Con el estudio de varias especies gradualmente se logró entender el comportamiento de diversas enfermedades asociadas a los hongos, el efecto de determinadas sustancias secretadas por ellos, su aprovechamiento en la alimentación, la fermentación de bebidas alcohólicas y el desarrollo de antimicóticos.
Antoine de Jussieu (1686-1758) creó una clase aparte de plantas para las hongos y líquenes en 1728. El comienzo de la era moderna de la micología comienza con la publicación de  Pier Antonio Micheli en 1737 de Nova plantarum genera. Publicado en Florencia, este trabajo seminal sentó las bases para la clasificación sistemática de praderas, musgos y hongos.
El estudio científico de los hongos debutó con el sueco Linné (1707-1778) y su obra Species Plantarum (1753), aunque los hongos no ocupaban en la obra un lugar separado del resto de las plantas. Fue el botánico francés Paulet (1740-1826) el primero en proponer (en 1795) la palabra «mycologie» para difundir la ciencia que estudia los hongos (un término que se impuso a  fungologie). La palabra micología proviene del griego: μύκης (mukēs), que significa 'hongo', y el sufijo -λογία (-logia), que significa 'estudio'. En inglés, el término mycology (micología) y el complementario mycologist (micólogo) se usaron por primera vez en 1836 por M.J. Berkeley.

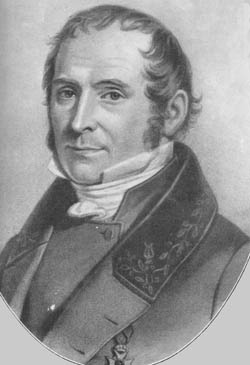
Elias Magnus Fries.

El primer trabajo dedicado exclusivamente a los hongos fue publicado en 1801 por el sudafricano Persoon (1755-1837) (Synopsis methodica fungorum), pero se recuerda el trabajo de otro sueco, Fries (1794-1878), quien publicó los tres volúmenes de su Systema Mycologicum entre 1821 y 1832; luego el trabajo del italiano Saccardo (1845-1920), que publicó una obra monumental de clasificación científica al final del siglo XIX Sylloge fungorum omnium hucusque cognitorum. En 1843, el francés  Léveillé descubrió la existencia de los basidios, que distinguió de los ascas y propuso una nueva ruptura separando entre los ascomicetos y los basidiomicetos.
El importante trabajo de los micólogos y botánicos del siglo XIX llevó al Código Internacional de Nomenclatura Botánica (CINB), creado en Viena en 1905 y que todavía se considera un precedente. Se observará que, aunque los hongos son hoy en día un reino vivo separado del de las plantas, la nomenclatura botánica continúa aplicándose a ellos.
Las micotecas en los museos contienen decenas de miles de especímenes (incluidas especies raras o tal vez extintas) a partir de las cuales los científicos pueden llevar a cabo diversos estudios (bioquímica, filogenia ...). Así, recientemente se ha podido afinar la estructura de la rama de las Agaricales en el árbol de la vida y precisar las relaciones filogenéticas que existen entre las especies reconocidas dentro de ese grupo.

## Micología médica
La micología médica surge como una de las áreas de la medicina, con la necesidad de tratar enfermedades provocadas en el ser humano y algunos animales a partir del consumo o interacción con los hongos.  Las afecciones micológicas más comunes son:
- Alergias. Reacciones de hipersensibilidad secundarias al contacto del hongo con la piel o las mucosas de personas susceptibles.
- Micotoxicosis. Intoxicación ocasionada por la ingestión de granos de cereales que han sido parasitados por micomicetos tóxicos.
- Micetismos. Intoxicación ocasionada por la ingestión de macromicetos tóxicos o venenosos que son confundidos con hongos comestibles.
- Micosis superficial. Infección provocada por la invasión de tejidos superficiales (piel y mucosas), como la dermatofitosis y la pitiriasis versicolor.
- Micosis subcutánea. Infección por invasión de tejido subcutáneo, suelen ser muy agresivas. Ejemplos de esta son esporotricosis, cromoblastomicosis y eumicetoma.
- Micosis sistémica. Difusión hematógena de hongos (fungemia) e invasión a varios órganos. Algunas son histoplasmosis, paracoccidiomicosis y coccidiomicosis.
- infección oportunista. Infección que se intensifica en pacientes con cáncer, inmunodeprimidos o diabéticos. Tal es el caso de candidiasis, criptococosis y aspergilosis.

A pesar de los grandes avances en el estudio de la micología médica y el uso de antifúngicos o antimicóticos, la incidencia de infecciones fungales es muy elevada.

## Sistemática
La sistemática actual de los hongos reconoce las siguientes divisiones:
- Ascomycota
- Basidiomycota
- Entorrhizomycota
- Blastocladiomycota
- Chytridiomycota
- Mucoromycota
- Zoopagomycota
- Aphelidiomycota
- Rozellomycota